# Галин Стоев
Галин Стоев е български актьор и режисьор.

## Биография
Завършва театрална режисура във ВИТИЗ в класа на Крикор Азарян. От 1992 г. работи като актьор и режисьор в България, Англия, Германия, Чехия, Русия, Белгия, Аржентина и Франция.
През 1999 г. режисира първата си постановка на сцената на Народния театър в София и оттогава редовно поставя пиеси там, като „Аркадия“ на Том Стопард, която печели Аскеер за най-добро представление през 2001 г.
Стоев е автор на представленията „Градът на ангелите“ от Сам Шепърд, „Илюзията“ от Пиер Корней, „Агамемнон“ по Есхил (продукция на Международния театрален фестивал „Охридско лято'93“), „Госпожица Юлия“ от Аугуст Стриндберг, „Мяра за мяра“ от Уилям Шекспир, „Леонс и Лена“ от Георг Бюхнер, „Кавказкият тебеширен кръг“ от Бертолд Брехт, „Дисни трилър“, „Войцек“ от Георг Бюхнер.
Освен че е режисьор, Стоев участва и с роли на сцената и в киното. Играе във филма „Подгряване на вчерашния обед“ (2002), както и в много постановки като режисираната от него „Чайка“ от Антон Чехов, на Малък градски театър „Зад канала“, за която през 2005 г. получава годишната награда „Златна муза“ за високи творчески постижения и принос в развитието на българо-руските културни отношения.
Един от най-успешните му проекти в България е поставянето на трилогията „Малка пиеса за детска стая“, „Приятнострашно“ и „Хората от Оз“ от Яна Борисова в Театър 199.
От януари 2018 г. е директор на театъра в Тулуза, Франция.
През март 2018 г. печели награда „Икар“ за „най-добра режисура“ за работата му върху постановката на пиесатата „Танцът Делхи“ на Иван Вирипаев в Народния театър „Иван Вазов“.
През 2019 г. е удостоен със степента Кавалер на ордена за изкуство и литература на Франция.

## Филмография
- Вагнер (1998) – младоженецът
- Софийска история (1990)
- Камера! Завеса! (2002 – 2003) – Николай в 3 серии (I, II, III)